# Grúzia világörökségi helyszínei
Grúzia területéről 2021. augusztusig négy helyszín került fel a világörökségi listára, tizennégy helyszín a javaslati listán várakozik a felvételre.
| | Mcheta műemlékei (templomegyüttes) |
| 1994, kisebb módosítás 2017 |                                    |
| Veszélyeztetett világörökségi helyszínek listáján szerepelt 2009 és 2016 között |                                    |
| Kulturális (III)(IV) |                                    |
| Védett terület:3,8 ha, puffer zóna: 2382,5 ha, hivatkozás: 708 |                                    |
| A Tbiliszitől néhány kilométerre fekvő Mcheta, a Kartli Királyság fővárosa több mint 800 éven át az i. e. 3. századtól az i. sz. 6. századig jelentős politikai és kulturális központ volt. Kedvező fekvésének köszönhetően a terület már az i. e. 3. évezredben lakott volt. A Kartli Királyság Nagy Sándor birodalmának összeomlása után indult fejlődésnek. Az 1937-ben megkezdett ásatások során egy királyi rezidenciát egy fellegvár romjait, egy monolitikus szarkofágokat is rejtő nekropoliszt és egy 2. századra datálható, tárgyakkal teli női sírt tártak fel. A királyi rezidencia és a citadella közelében épültek ki a különböző mesterségekre szakosodott kézművesek megerősített negyedei. A város középkorban épített keresztény templomai és kolostorai kiemelkedő példái a Grúz Királyság művészetének, kultúrájának és fontos helyet foglalnak el a grúz kereszténység történetében. Itt áll az egyik legjobb állapotban fennmaradt kora keresztény templom, a Grúzia egyik legszentebb helyének számító, 586 és 605 között épített Dzsvari (Szent Kereszt)-kolostor. A Szvetichoveli székesegyház a 11. század elejére datálható és a Szamtavro-kolostor is körülbelül ugyanekkor épült. A székesegyház rejti az első keresztény grúz király III. Mirian és felesége sírját, míg a kolostor temploma Grúzia egyik legszebb görög kereszt alaprajzú építménye. A helyszín az épületek állagának romlása miatt 2009 és 2016 között a veszélyeztetett világörökségi helyszínek listáján szerepelt. |                                    |

| | Bagrati katedrálisa és a Gelati kolostor |
| 1994, jelentős módosítás: 2017 |                                          |
| Veszélyeztetett világörökségi helyszínek listáján szerepelt 2010 és 2017 között |                                          |
| Kulturális (IV) |                                          |
| Védett terület: 4,2 ha, puffer zóna: 1246 ha, hivatkozás: 710 |                                          |
| A katedrális és a kolostor a középkori grúz építészet magas színvonaláról tanúskodik. A 10. század végén elkezdett és a 11. század első éveiben befejezett ortodox katedrálist III. Bagratról, az egyesített Grúzia első királyáról nevezték el. A nyugat-grúziai Kutaiszi városban fekvő templom, ami a maga korában az ország legnagyobb székesegyháza volt csak romokban maradt fenn. A 17. században pusztult el, amikor török megszállók kirabolták és megsemmisítették egyes részeit. Ekkor omlott be kupolája is. Belső díszítéséből faragott oszlopfők, oszlop- és boltozattöredékek, keresztek maradtak meg. A Gelati kolostor ezzel szemben ma is kiváló állapotban van, és megőrizte műalkotásainak jelentős részét is. IV. (Építő) Dávid grúz király alapította a 12. század elején és már nem sokkal ezután tudományos valamint oktatási központtá vált és Grúzia egyik szellemi központja lett. A kolostor főbb épületeit a 12. és a 17. század között emelték. A kolostor főtemploma, a hatalmas kupolával fedett a Mária-templom a 12. századra datálható. A tágas és a sok ablaknak köszönhetően világos belső tér falait falfestményekkel és mozaikokkal borították, ezek túlnyomó többsége ma is látható. A kolostor falain kívül egy nagyjából vele egy idős kórházépület maradványait tárták fel. A helyszín átfogó rekonstrukciós munkák miatt 2010 és 2017 között a veszélyeztetett világörökségi helyszínek listáján szerepelt. |                                          |

| | Felső-Szvanéti hegyi falvai |
| 1996 |                             |
| Kulturális (IV)(V) |                             |
| Védett terület: 1 ha, puffer zóna: 19,1 ha, hivatkozás: 709 |                             |
| Az északnyugat Grúziában fekvő Felső-Szvanétia évszázados elszigeteltségének köszönheti mai napig fennmaradó, egyedülálló kultúráját. A mintegy negyven hegyi faluban élő szvánok eredete nem tisztázott, nyelvük csak távoli rokonságban áll a mai grúzzal. Már korán áttértek a kereszténységre, de hitrendszerükbe korábbi pogány vallásuk elemeit is beépítették. A Középső-Kaukázus eldugott részében fekvő falvakat szurdokok és völgyek választják el egymástól és ötezer méteres, gleccserekkel borított hegycsúcsok veszik körül. A régió jellegzetes tájképét templomtornyok és toronyszerű lakóházak uralják. Itt található Európa egyik legmagasabban fekvő falva is, a 2200 méteren elterülő Usguli. A falvakban álló különleges, toronyszerű, 3-5 emelet magas, felfelé vékonyodó falú épületek lakóházként, raktárként és védelmi állásként is funkcionáltak. Csazhashi faluban több mint kétszáz ilyen torony maradt fenn, míg a legrégebbi, a 12. és a 13. század között emelt tornyok Usguli kis településén találhatók. A falvakban jelentős művészi tevékenységet folytattak (fémművesség, könyvfestészet, fafaragás, ikonfestészet), ennek megmaradt emlékei jelentős mértékben segítik a térségben folytatott kutatásokat. |                             |

| | Kolkhiszi mocsarak és esőerdők |
| 2021 |                                |
| Természeti (IX)(X) |                                |
| Védett terület: 31 253 ha, puffer zóna: 26 850 ha, hivatkozás: 1616 |                                |
| A kolkhiszi vizek és erdők területe mintegy 74 826 hektárt ölel fel, és egyedülálló ökoszisztémája 1997 óta a rámszari egyezmény hatálya alá tartozik. A terület egyik utolsó maradványa annak az trópusi-szubtrópusi övezetnek, amely tízmillió évvel ezelőtt húzódott az eurázsiai kontinensen. A helyszín hét különálló részből áll, amelyek egy 80 kilométer hosszú folyosón helyezkednek el, tengerszint feletti magasságuk 0 és 2 500 méter között váltakozik. Felszíne nagy részét esőerdők, lápok, mocsarak borítják, a nedves éghajlatú esőerdők állat- és növényvilága rendkívül változatos. A területen számos endemikus faj él, ezen felül a harmadidőszak számos maradványa is megtalálható. A védett övezet fontos pihenőhelye a költöző madaraknak is. Az itt élő növényfajok száma a becslés szerint 1 100 körül lehet, köztük 44 veszélyeztetett. A gerincesek száma 500 körüli és számos gerinctelen állatfajt is azonosítottak a térségben. A veszélyeztetett állatfajok száma 19, megtalálható közöttük a kritikusan veszélyeztetett kolkhiszi tok is. |                                |